# 欧梅河
欧梅河是位于伊比利亚半岛西北部加利西亚地区的一条河流。它发源自卢戈省阿瓦丁市的希斯特拉尔山脉，最终注入贝坦索斯湾。

## 景观
欧梅河流域共建有2个水库。
为了保护欧梅河流域的自然资源，加利西亚政府于1997年正式成立了弗拉加斯-欧梅自然公园。保护区占地9125.65公顷，包括卡瓦尼亚斯、阿卡佩拉、蒙费罗和蓬特德乌梅等市镇。

## 图集

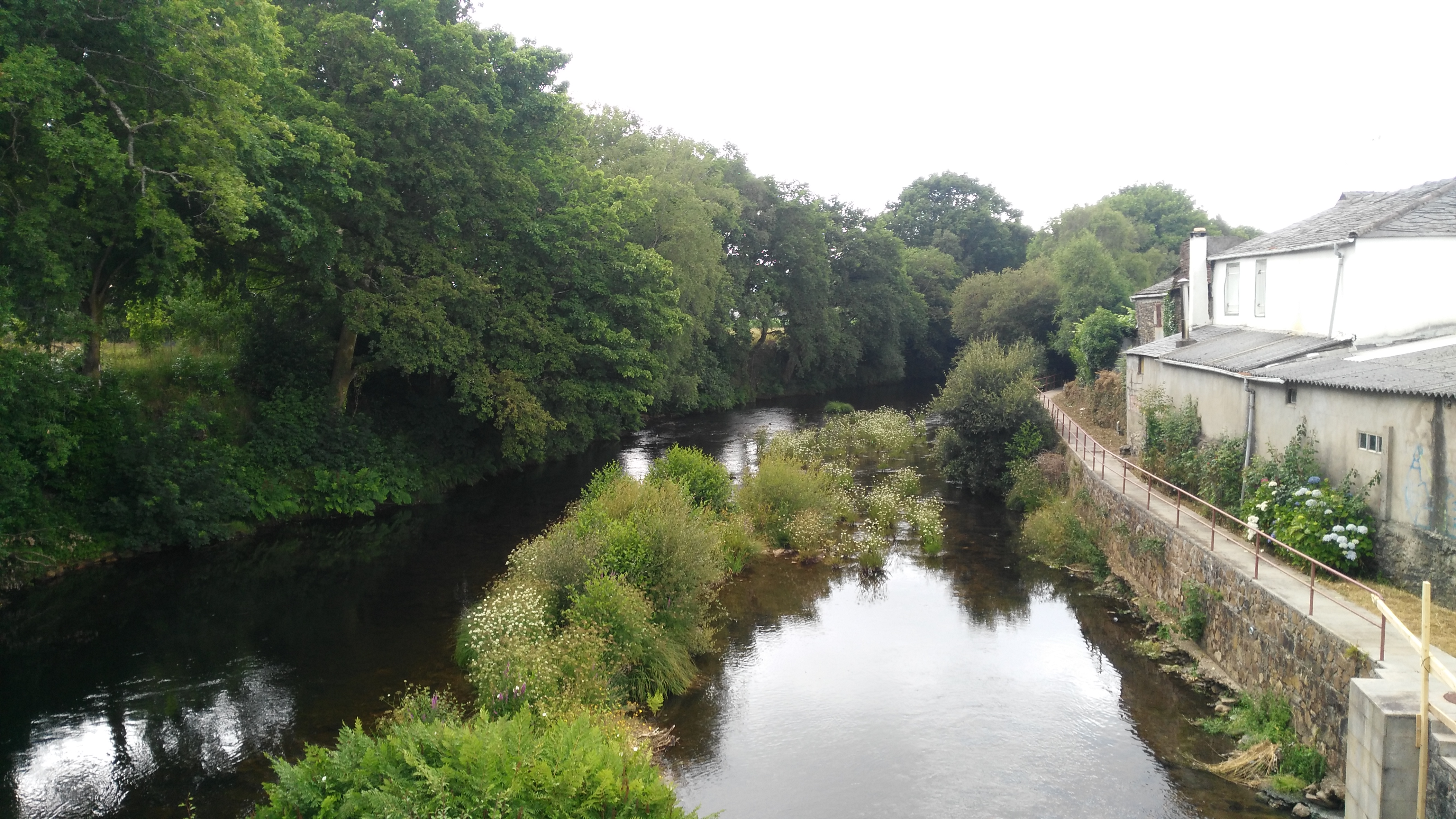
蓬特斯德加尔西亚罗德里格斯流域
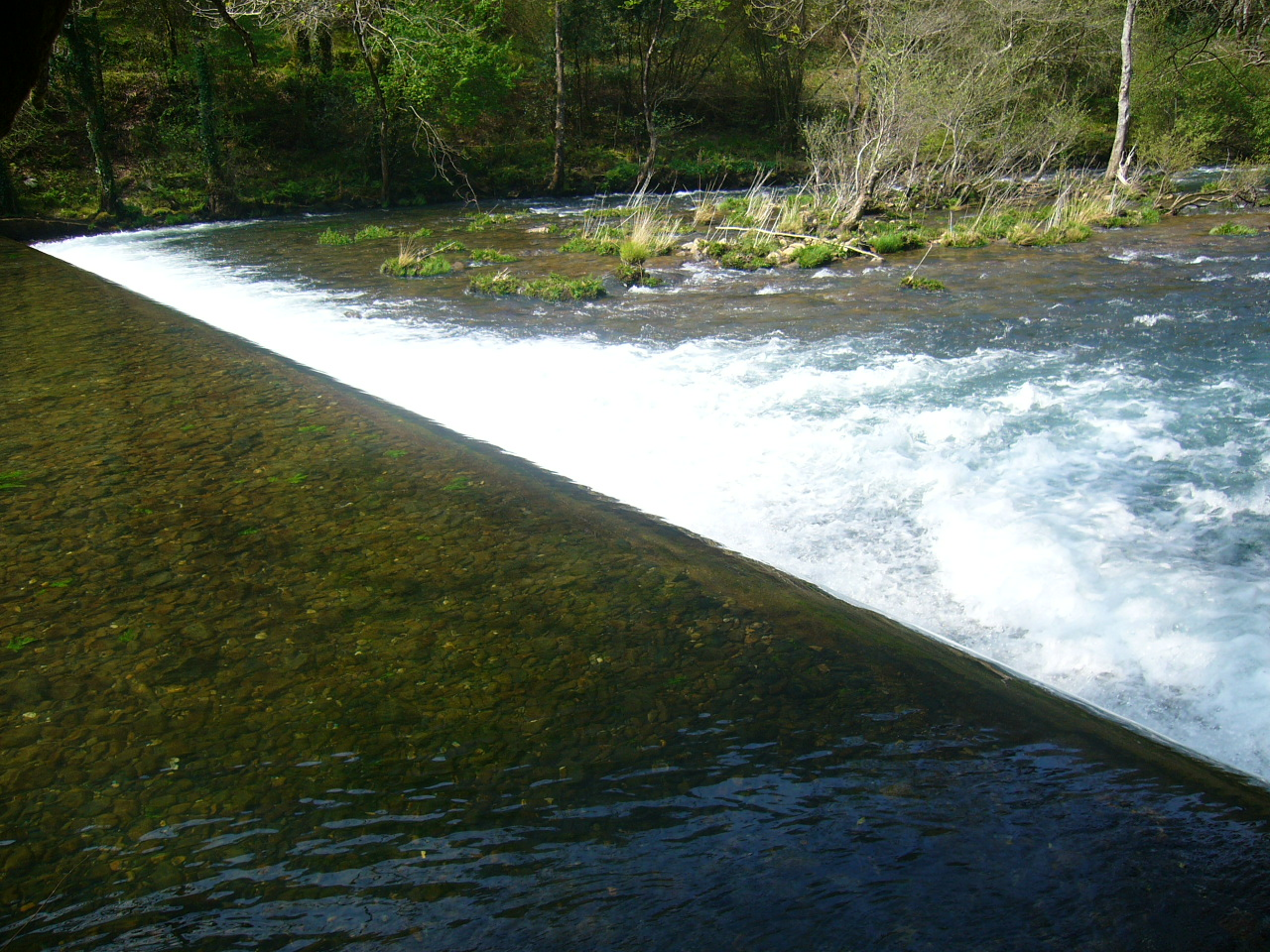
自然公园
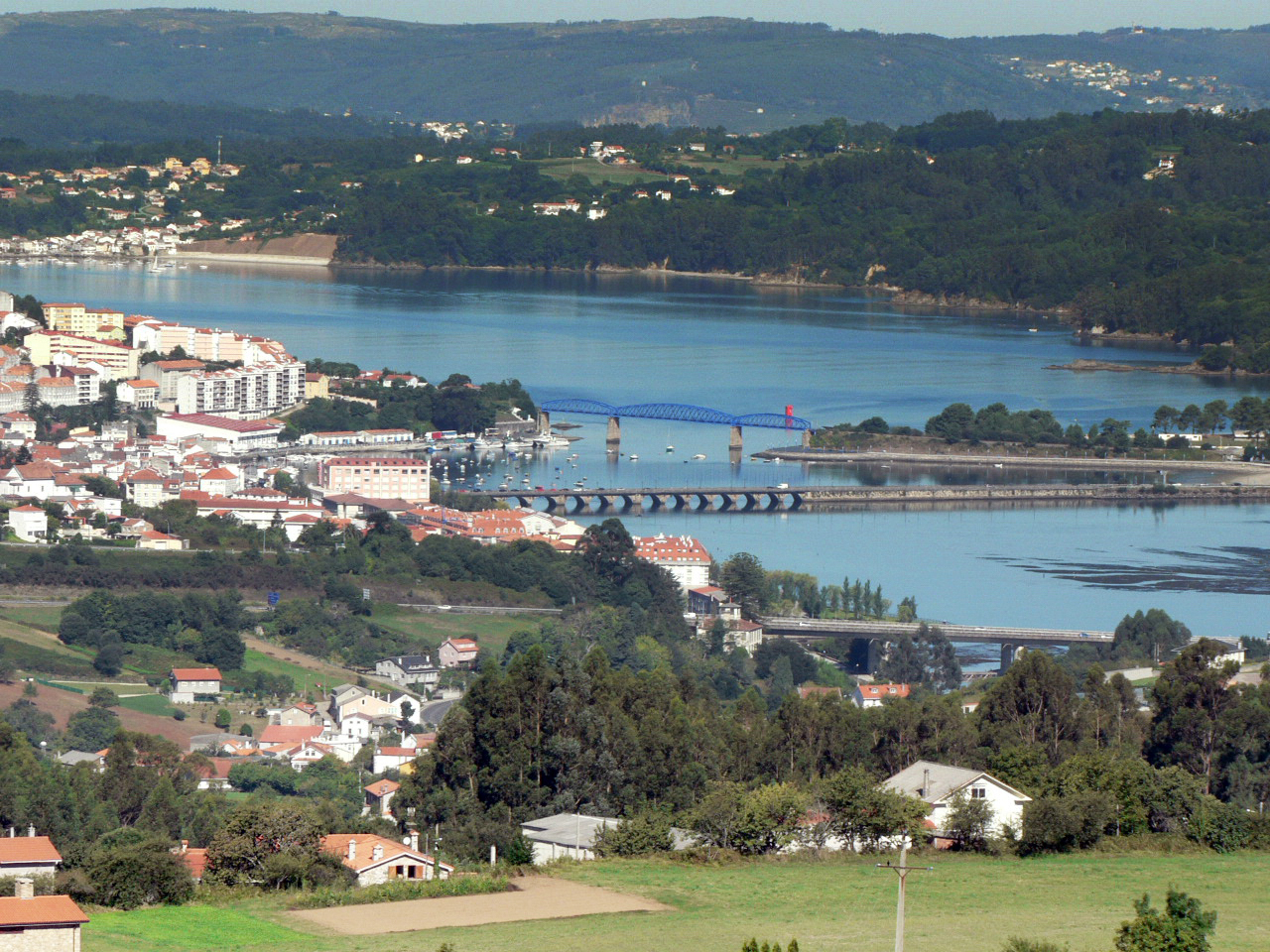
入海口
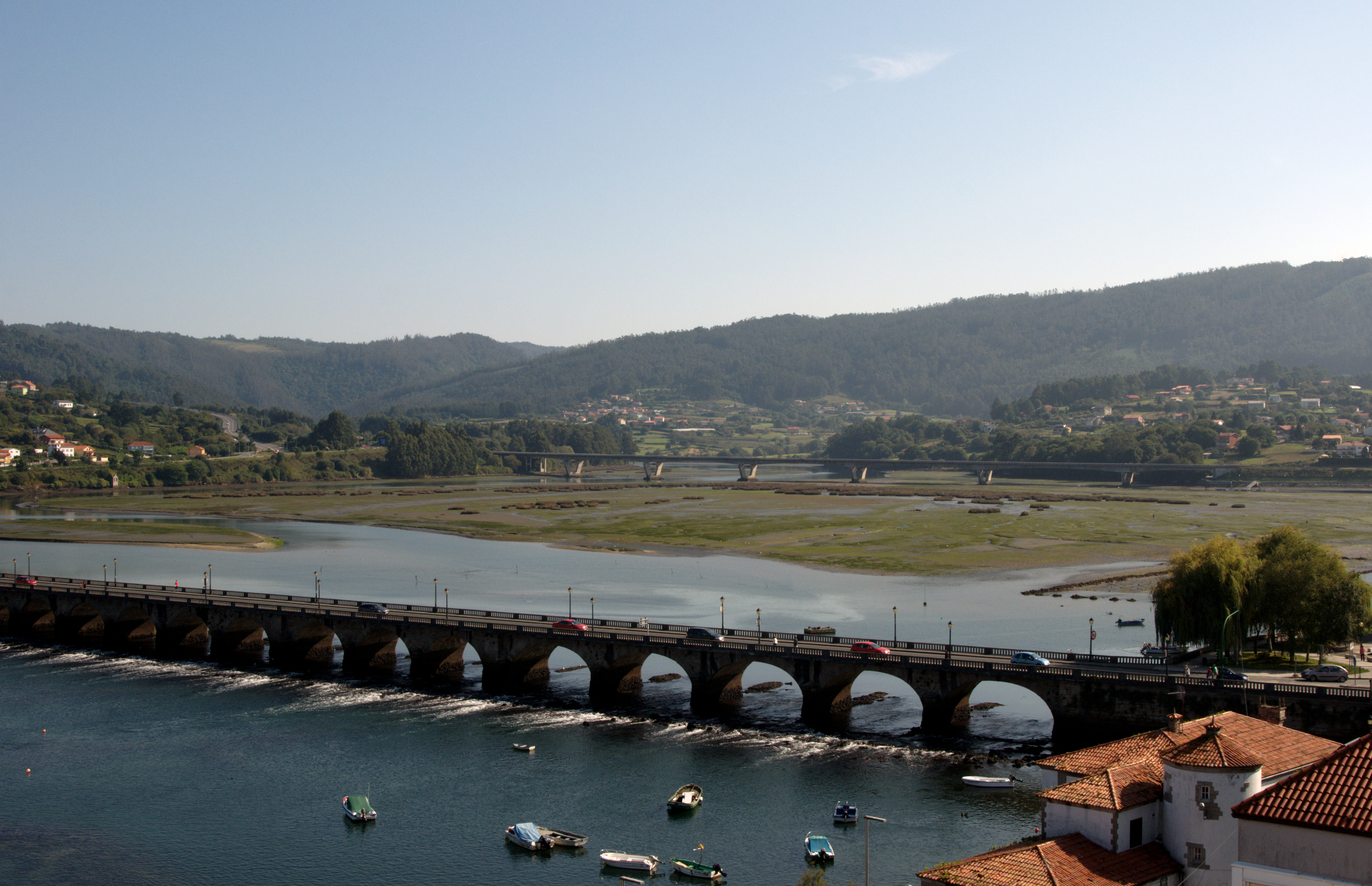
桥
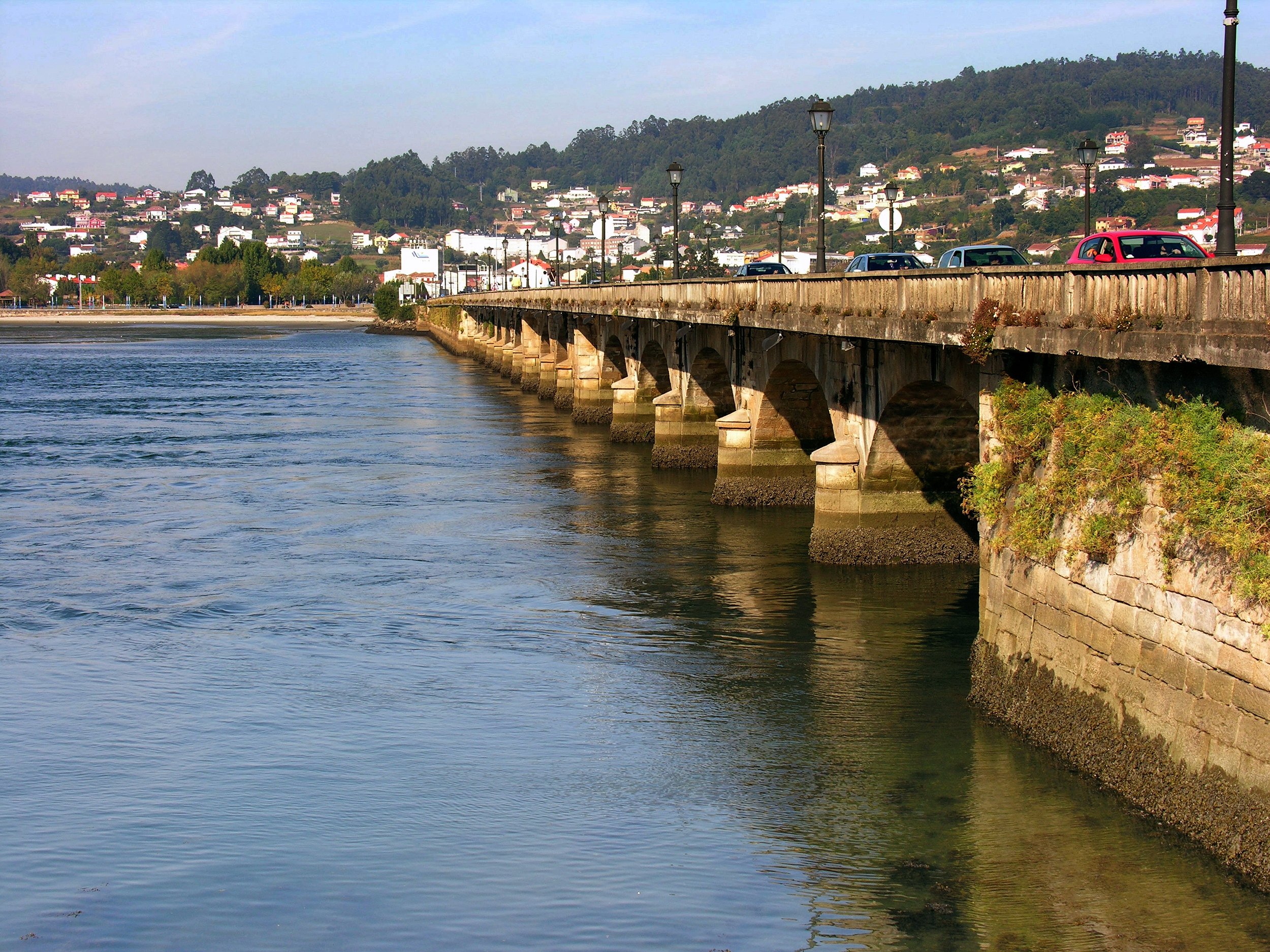
卡瓦尼亚斯流域
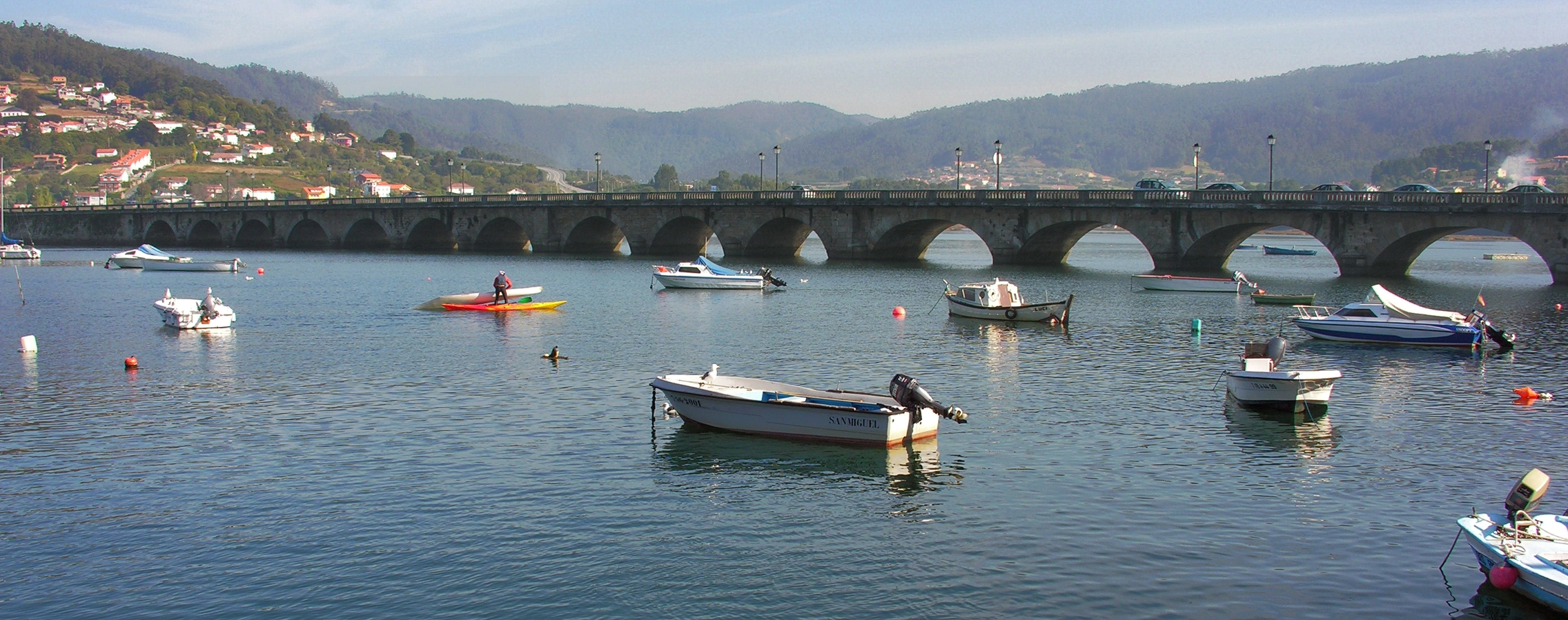
卡瓦尼亚斯和蓬特德乌梅之间的入海口